# Nachal Cejda
Nachal Cejda (hebrejsky נחל צידה) je vádí v jižním Izraeli, v severní části Negevské pouště.
Začíná v nadmořské výšce okolo 200 metrů východně od vesnice Sde Cvi, v mírně zvlněné bezlesé krajině, která díky soustavnému zavlažování ztratila převážně svůj pouštní charakter. Směřuje pak k jihozápadu, z východu míjí vesnici Pa'amej Tašaz a vede řídce osídlenou krajinou. Zleva ústí do vádí Nachal Ziv.